# Hannoversche Klippen
Hannoversche Klippen este o arie protejată (arie specială de conservare — SAC, sit de importanță comunitară — SCI) din Germania întinsă pe o suprafață de 23,77 ha, integral pe uscat.

## Localizare
Centrul sitului Hannoversche Klippen este situat la coordonatele 51°39′03″N 9°25′55″E / 51.6508°N 9.4319°E.

## Înființare
Situl Hannoversche Klippen a fost declarat sit de importanță comunitară în martie 2001 pentru a proteja 1 specie de animale. Situl a fost protejat și ca arie specială de conservare în februarie 2006.

## Biodiversitate
Situată în ecoregiunea continentală, aria protejată conține 2 habitate naturale: Roci stâncoase cu vegetație pionieră de Sedo-Scleranthion sau Sedo albi-Veronicion dillenii, Păduri de fag Asperulo-Fagetum.
La baza desemnării sitului se află o specie protejată de  nevertebrate: rădașcă (Lucanus cervus).
Pe lângă speciile protejate, pe teritoriul sitului au mai fost identificate 2 specii de nevertebrate, 3 specii de reptile.